# Dedya catherinetta
Dedya catherinetta är en skalbaggsart som beskrevs av Pierre Lepesme och Stefan von Breuning 1955. Dedya catherinetta ingår i släktet Dedya och familjen långhorningar. Inga underarter finns listade i Catalogue of Life.